# エスマン・ムスタファ
エスマン・ムスタファ・コビナ・オフォーリ（英語: Essuman Mustapha Kobina Ofori、1983年11月28日 - ）は、ガーナの元サッカー選手、現サッカー指導者。選手時代のポジションはMF。日本での登録名はムスタファ。

## クラブ歴
アクラ生まれ。1999年にリバティー・プロフェッショナルズFCで選手となった。
2011年にVリーグのカトコ・カインホアFCに移籍。その後、XSKTカントーFCにも在籍した。
2015年にケープ・コースト・エブスア・ドワーフスに移籍しガーナに戻った。翌年はアクラ・ハーツ・オブ・オークに在籍し八橋健一監督の下でプレーした。
2017年にザンビア・プレミアリーグのビルドコンFCに移籍。翌年にンカナFCに移籍した。
2019年1月、関西サッカーリーグ所属のおこしやす京都ACとヤクブ・ナッサム・イブラヒム、アクルグ・サミュエルとともに契約。同年7月に選手を引退した。

## 代表歴
2003年2月15日に行われたベナン代表との親善試合にガーナ代表として出場している。

## 指導歴
選手引退をした7月に母国のキングス・パレスFCで指導者としての道を歩み始めた。同年9月に退任。
2020年3月におこしやす京都のコーチに就任した。
2021年はおこしやす京都の親会社である株式会社スポーツXが常石造船グループと共同運営するせとうち備後FC（広島県東部リーグ2部、同年限りで解散）に所属した。
2022年2月7日、おこしやす京都の監督就任が発表された。
2022年11月9日、退任が発表された。
2023年よりこちらもスポーツXの子会社が運営するみちのく仙台FCで選手兼任コーチを務めるが、一部試合では監督としてベンチ入りしている。